# Mareks Ārents
Mareks Ārents (ur. 6 sierpnia 1986 w Rydze) – łotewski lekkoatleta specjalizujący się w skoku o tyczce.
W 2012 reprezentował Łotwę na igrzyskach olimpijskich w Londynie, na których zajął 22. miejsce w eliminacjach i nie awansował do finału. Podczas halowych mistrzostw Europy w Göteborgu (2013) zajął 11. miejsce w eliminacjach i odpadł z dalszej rywalizacji.
Wielokrotny medalista mistrzostw Łotwy oraz reprezentant kraju w pucharze Europy i drużynowym czempionacie Europy.
Rekordy życiowe: stadion – 5,70 (8 czerwca 2016, Jablonec nad Nysą); hala – 5,60 (23 lutego 2013, Kuldīga, 6 marca 2015, Praga i 3 marca 2017, Belgrad).

## Osiągnięcia
| Rok  | Impreza                                  | Miejsce          | Lokata            | Wynik |
| ---- | ---------------------------------------- | ---------------- | ----------------- | ----- |
| 2006 | II liga pucharu Europy                   | Bańska Bystrzyca | 6. miejsce        | 4,40  |
| 2007 | II liga pucharu Europy                   | Odense           | 3. miejsce        | 4,90  |
| 2008 | II liga pucharu Europy                   | Tallinn          | 2. miejsce        | 5,05  |
| 2009 | II liga drużynowych mistrzostw Europy    | Bańska Bystrzyca | 2. miejsce        | 5,30  |
| 2010 | II liga drużynowych mistrzostw Europy    | Belgrad          | 2. miejsce        | 5,10  |
| 2011 | II liga drużynowych mistrzostw Europy    | Nowy Sad         | 1. miejsce        | 5,30  |
| 2012 | Igrzyska olimpijskie                     | Londyn           | el. – 22. miejsce | 5,35  |
| 2013 | Halowe mistrzostwa Europy                | Göteborg         | el. – 11. miejsce | 5,50  |
| 2013 | Mistrzostwa świata                       | Moskwa           | el. – 33. miejsce | 5,25  |
| 2014 | Mistrzostwa Europy                       | Zurych           | el. –             | NM    |
| 2015 | Mistrzostwa świata                       | Pekin            | el. – 25. miejsce | 5,55  |
| 2015 | Halowe mistrzostwa Europy                | Praga            | el. – 11. miejsce | 5,60  |
| 2016 | Mistrzostwa Europy                       | Amsterdam        | 6. miejsce        | 5,50  |
| 2016 | Igrzyska olimpijskie                     | Rio de Janeiro   | el. – 16. miejsce | 5,45  |
| 2017 | Halowe mistrzostwa Europy                | Belgrad          | 8. miejsce        | 5,60  |
| 2018 | Mistrzostwa Europy                       | Berlin           | el. – 22. miejsce | 5,36  |
| 2019 | II liga drużynowych mistrzostw Europy    | Varaždin         | 1. miejsce        | 5,50  |
| 2021 | II liga drużynowych mistrzostw Europy    | Stara Zagora     | 1. miejsce        | 5,51  |
| 2025 | II dywizja drużynowych mistrzostw Europy | Maribor          | 13. miejsce       | 4,90  |